# Cens de Palestina de 1931
El cens de Palestina de 1931 va ser el segon cens dut a terme per les autoritats del Mandat Britànic de Palestina. Es va dur a terme el 18 de novembre 1931 sota la direcció de Major E. Mills, seguint el cens de Palestina de 1922. No es va fer cap més cens a Palestina per l'administració britànica.
El cens va registrar una població total de 1.035.821 habitants (1.033.314 exclosos els membres de les Forces Armades Britàniques); es va produir un increment de població del 36,8% des de 1922, alhora que la població jueva augmentava un 108,4%.
La població va ser dividida per religió de la següent manera: 759,717 musulmans, 174,610 jueus, 91,398 cristians, 9.148 drusos, 350 bahais, 182 samaritans, i 421 "sense religió". Es va plantejar un problema especial amb els beduïns nòmades del sud, que eren reticents a cooperar. Les estimacions de cada tribu es van fer per funcionaris de l'administració del districte d'acord amb l'observació local. El total de 759,717 musulmans wa va incloure 66.553 persones enumerades per aquest mètode. El nombre de forces britàniques estrangeres estacionades a Palestina el 1931 era de 2.500.

## Publicacions
Es van publicar tres volums de dades derivades del cens pel Govern de Palestina Van ser editades pel superintendent de Cens i Secretari en cap assistent, E. Mills.
- Census of Palestine 1931. Population of Villages, Towns and Administrative Areas. Jerusalem, 1932 (120 pages).[6]
- Census of Palestine 1931, Volume I. Palestine Part I, Report. Alexandria, 1933 (349 pages).
- Census of Palestine 1931, Volume II. Palestine, Part II, Tables. Alexandria, 1933 (595 pages).